# Keswick
Keswick (pronunțat /ˈkɛzɪk/) este un oraș în comitatul Cumbria, regiunea North West, Anglia. Orașul se află în districtul Allerdale.